# Tussio
Tussio è una frazione del comune di Prata d'Ansidonia (AQ), situata sulla piana di Navelli, a circa 890 metri dal livello del mare e a circa 30 chilometri dal capoluogo L'Aquila. Caratterizzata da inverni rigidi e brevi estati, ha una popolazione stanziale di circa cento unità.
Sorge su un colle nominato Cro, nome la cui origine si attribuirebbe al tipico verso dei corvi o all'abbreviazione del nome latino Crocus (zafferano, che viene coltivato tradizionalmente).

## Toponimo
Il nome del paese deriverebbe dal nome del santo che sembrerebbe aver dimorato nelle sue grotte o dal termine latino Tutius (sicurezza), vista la salubrità dell'aria che nei tempi passati evitò agli abitanti pestilenze e malarie. Sorge ai limiti dell'antico tratturo che in tempi di transumanza era attraversato dai greggi diretti in Puglia, tracciato quest'ultimo sull'antica via Claudia.

## Storia
Notevoli le testimonianze dell'antica civiltà romana, dal vicino sito di Peltuinum lungo la storica  via  Claudia  Nova, fino ad una coppia di leoni di pietra rinvenuti nel 1973 nelle vicinanze, ornamento dell'ingresso di un'antica villa ritrovata nei pressi del paese (oggi visibili presso il Museo nazionale d'Abruzzo a L'Aquila e presso la piazza del paese). Da racconti orali si narra che la tomba di Ponzio Pilato fosse localizzata proprio a Tussio, dove sono stati trovati i due leoni in pietra, datati I secolo dopo Cristo.
Successivamente il borgo si sviluppò nel XIII secolo, e fu amministrato dalla famiglia Camponeschi. La prima testimonianza si ha nell'anno 863 d.C. quando Tussio era feudo della baronia di Carapelle. Il villaggio era una torre di controllo che poi diventerà il castello, con accanto una chiesa. 
Nel 1254 il feudo partecipò alla fondazione dell'Aquila con Bominaco e Prata. Dopo il saccheggio di Braccio da Montone del 1424, il castello andò in degrado, e lentamente fu inglobato nell'attuale parrocchia di San Martino, con la cappella congrega di San Giuseppe, la torre di guardia fu trasformata in campanile.

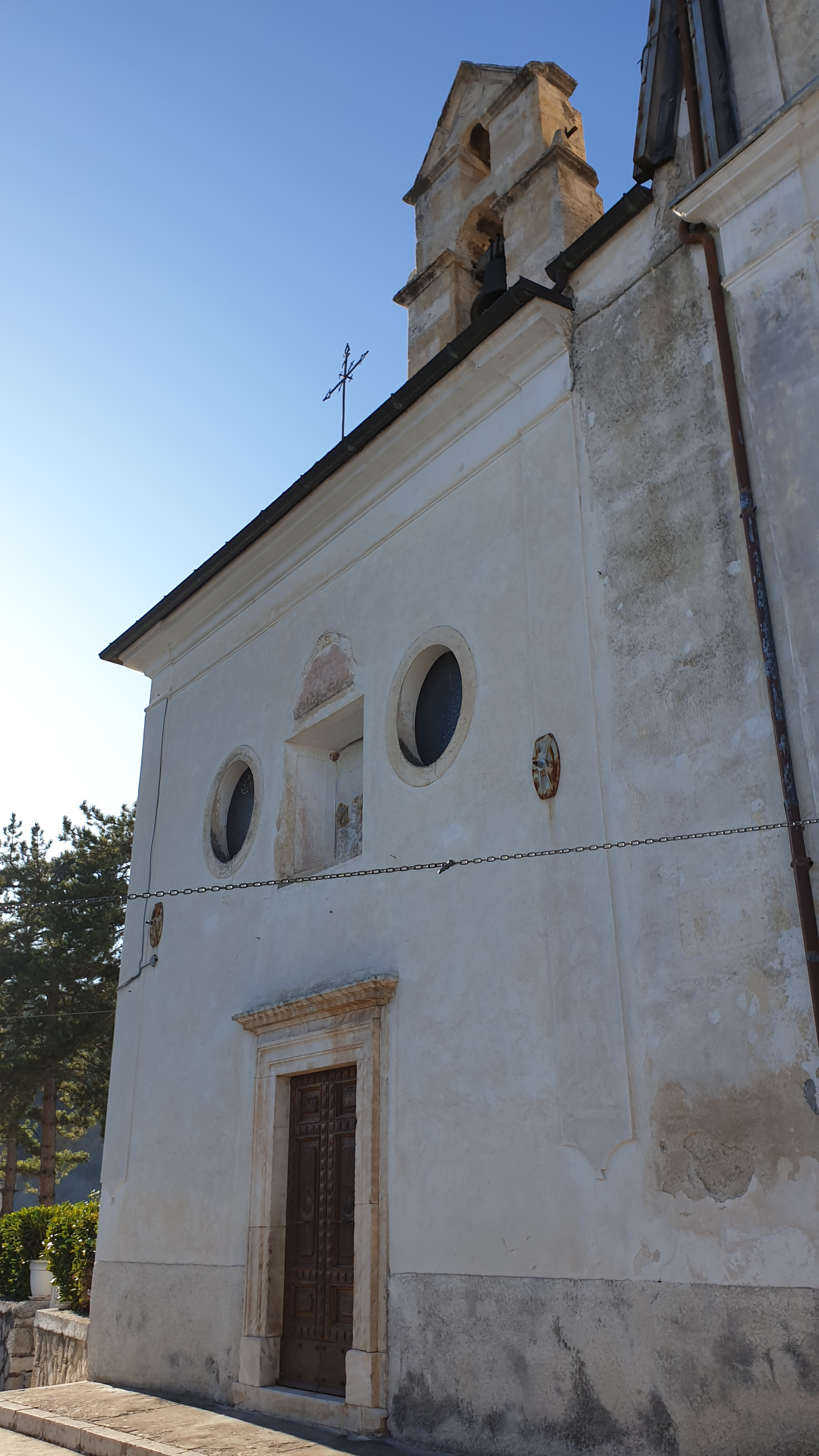
Chiesa di San Martino, l'oratorio di San Giuseppe

Grazie al suo isolamento e all'economia basata sull'agricoltura e la transumanza, ancora oggi ha mantenuto il perfetto aspetto medievale, con la parte più alta a pianta ovoidale, caratteristica comune dei villaggi longobardi sorti attorno a un castello.
Nel 1703 il terremoto dell'Aquila sconvolse Tussio che fu ricostruita. Un altro terremoto,  quello del 2009, ha danneggiato la chiesa parrocchiale. Tussio dal 1806 è una frazione di Prata d'Ansidonia.

## Luoghi d'interesse
Le sue case costruite con malta e pietra rispettano ancora l'impianto originale di borgo fortificato, le sue strade concentriche sono unite da passanti spesso realizzati con archi dalle fondamenta delle case. In origine c'erano cinque siti religiosi, oggi se ne contano soltanto tre: la chiesa madre dedicata a San Martino Vescovo, la Congrega di San Giuseppe patrono del paese (notevole esempio di artigianato, vista la presenza al suo interno di pregevoli arredi in legno), la chiesetta dedicata alla Madonna di Loreto (situata sulla strada che porta verso la montagne che circondano Tussio). Si ritrovano anche i ruderi di una quarta chiesa dedicata alla Madonna della Neve e una piazzetta con il nome della quinta chiesa andata perduta, la Madonna in Gloria risalente al 1250.